# Christopher Hill (Politikwissenschaftler)
Christopher Hill (* 20. November 1948) ist ein britischer Politikwissenschaftler und emeritierter Professor der University of Cambridge. Sein inhaltlicher Schwerpunkt sind die Internationalen Beziehungen. Er amtierte 1999/2000 als Vorsitzende der British International Studies Association (BISA).
Bevor er 2004 an die University Cambridge kam, war er seit 1974 an der London School of Economics tätig, dort seit 1991 als Montague Burton Professor. Er ist Senior Adjunct Professor an der Paul H. Nitze School of Advanced International Studies in Bologna. Hill wurde 2007 zum Fellow der British Academy gewählt.

## Schriften (Auswahl)
- The future of British foreign policy. Security and diplomacy in a world after Brexit. Polity Press, Cambridge/Medford 2019, ISBN 978-1-5095-2461-7.
- Foreign policy in the twenty-first century. 2. Auflage, Palgrave Macmillan, London/New York 2016, ISBN 978-0-230-22372-1.
- The national interest in question. Foreign policy in multicultural societies. Oxford University Press, Oxford/New York 2013, ISBN 978-0-19-965276-1.
- The changing politics of foreign policy. Palgrave MacMillan, Houndsmills/New York 2003, ISBN 0-333-75421-2.